# Epophthalmia
Epophthalmia is een geslacht van libellen (Odonata) uit de familie van de prachtlibellen (Macromiidae).

## Soorten
Epophthalmia omvat 7 soorten:
- Epophthalmia australis Hagen, 1867
- Epophthalmia elegans (Brauer, 1865)
- Epophthalmia frontalis Selys, 1871
- Epophthalmia kuani Jiang, 1998
- Epophthalmia vittata Burmeister, 1839
- Epophthalmia vittigera (Rambur, 1842)
- Epophthalmia bannaensis Zha & Jiang, 2010